# Медиу, Фатмир
Фатмир Медиу (алб. Fatmir Mediu; род. 21 января 1967, Дуррес) — албанский государственный и политический деятель.

## Биография
Действующий председатель Республиканской партии Албании, занимал должности министра обороны с сентября 2005 по март 2008 года и министра окружающей среды, управления лесами и водными ресурсами.
В марте 2008 года подал в отставку с должности министра обороны после взрыва боеприпасов в деревне Гердеке, недалеко от столицы Албании Тираны. В результате взрыва погибли 26 человек, сотни получили ранения, было повреждено или разрушено более двух тысяч домов. На должности министра обороны его сменил Газменд Окета.